# Dorsoduro
Dorsoduro è uno dei sestieri di Venezia.
Il 12 dicembre 2007 contava 15 586 abitanti (di cui 4 763 alla Giudecca e 1 535 a Sacca Fisola).
Il nome deriverebbe dal fatto che la zona era un tempo caratterizzata da un terreno stabile (dal «dorso duro»), meno paludoso che altrove.

## Geografia
È delimitato a nord dai sestieri di Santa Croce e San Polo, lungo il contro tracciato di canali che parte a est da santa Maria Maggiore, passa per il rio del Malcanton e il rio de la Frescada che "sfocia" nel Canal Grande che lo divide da San Marco; a sud comprende il canale della Giudecca e l'omonima isola che è amministrativamente considerata parte del sestiere pur possedendo una numerazione civica propria.
È collegato al sestiere di San Marco tramite il ponte dell'Accademia.

## Storia
La parte occidentale del sestiere è costituita dall'insula Mendigola, che fu tra le primissime zone della città ad essere colonizzata, alcuni secoli prima che Rialto divenisse il centro vitale di Venezia. Infatti su quest'isola sorge l'antica chiesa di San Nicolò dei Mendicoli la cui prima fondazione risale al VII secolo.
Le isole vicine vennero colonizzate in seguito, fino a raggiungere la Punta della Dogana, dove si trovava la Dogana di Venezia, all'inizio del Canal Grande.
L'ultima area bonificata fu la zona che si estende fra la Dogana da Mar e il monastero di San Gregorio (in pratica, dove oggi sorge la basilica di Santa Maria della Salute).

## Monumenti e chiese

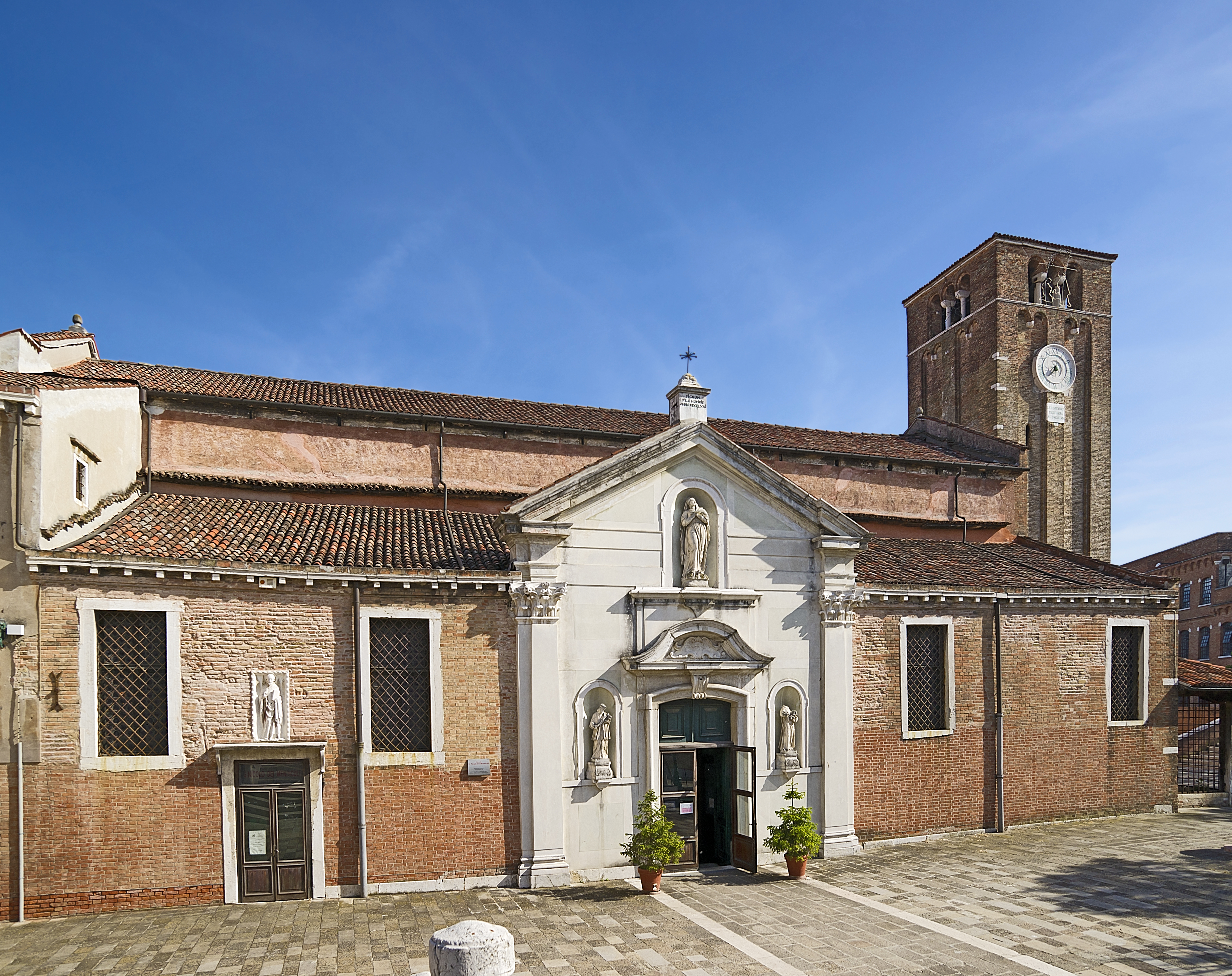
Chiesa di San Nicolò dei Mendicoli

Dopo San Marco, Dorsoduro è il sestiere di Venezia dove più si concentrano musei importanti: il museo principale sono le Gallerie dell'Accademia, istituite col trasferimento della vecchia accademia in questi edifici disposto da Napoleone nel 1807.
Qui sorgono anche Ca' Rezzonico, con il museo del Settecento veneziano, la Scuola Grande dei Carmini, il palazzo del Seminario Patriarcale sede della Pinacoteca Manfrediniana, Palazzo Loredan Cini sede della Galleria Cini. 
Di grande rilievo anche la Collezione Peggy Guggenheim di arte moderna e contemporanea, presso Palazzo Venier dei Leoni, un tempo anche residenza privata della mecenate statunitense, e il museo di arte contemporanea Punta della Dogana - Fondazione François Pinault, facente capo alla struttura di Palazzo Grassi, inaugurato nel 2009. Da ricordare anche i Magazzini del Sale dove la Biennale e la Fondazione Emilio Vedova organizzano spesso mostre di arte contemporanea.
Nel 2015 è stato costituito il Dorsoduro Museum Mile un percorso culturale che riunisce la Galleria dell'Accademia, la Collezione Peggy Guggenheim, la Galleria Cini presso Palazzo Loredan Cini e la Punta della Dogana - Fondazione Pinault.
Tra gli altri palazzi sono da citare gli edifici rinascimentali di Ca' Dario, tristemente nota per la fine tragica di molti suoi proprietari, o il palazzo Contarini Dal Zaffo. Tra gli edifici gotici meritano particolare menzione Ca' Foscari, sede, assieme ai contigui palazzi Giustinian, dell'omonima università, e il palazzo Contarini Corfù.
Le chiese più importanti sono la basilica di Santa Maria della Salute, la chiesa dei Gesuati, la chiesa di San Trovaso, la chiesa di San Pantalon, la chiesa di Ognissanti e la chiesa di San Nicolò dei Mendicoli.
In questo sestiere si trovano anche lo squero di San Trovaso e campo Santa Margherita, luogo di ritrovo per veneziani e studenti.